# پاسکال گروس
پاسکال گروس (انگلیسی: Pascal Groß؛ زادهٔ ۱۵ ژوئن ۱۹۹۱) بازیکن فوتبال اهل آلمان است که در پست هافبک برای بروسیا دورتموند در بوندس‌لیگا و تیم ملی آلمان بازی می‌کند.